# Bahnhof Metz-Ville
Der Bahnhof Metz-Ville (französisch Gare de Metz-Ville, deutsch vereinzelt auch „Metz Hauptbahnhof“ genannt) ist der Bahnhof der französischen Stadt Metz im Département Moselle.

## Geschichte

### Erster Bahnhof

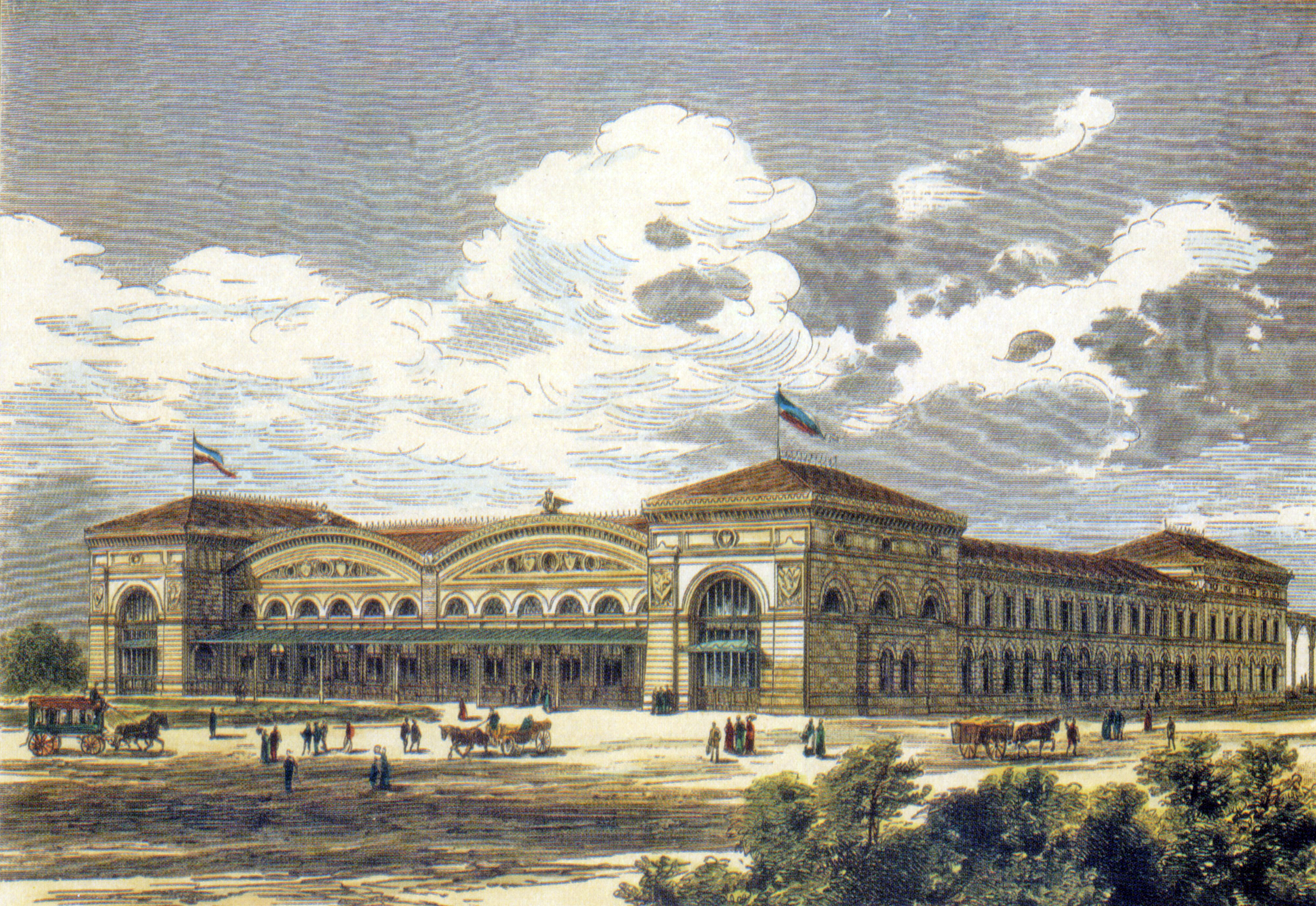
Bahnhof Metz mit dem Empfangsgebäude von 1878

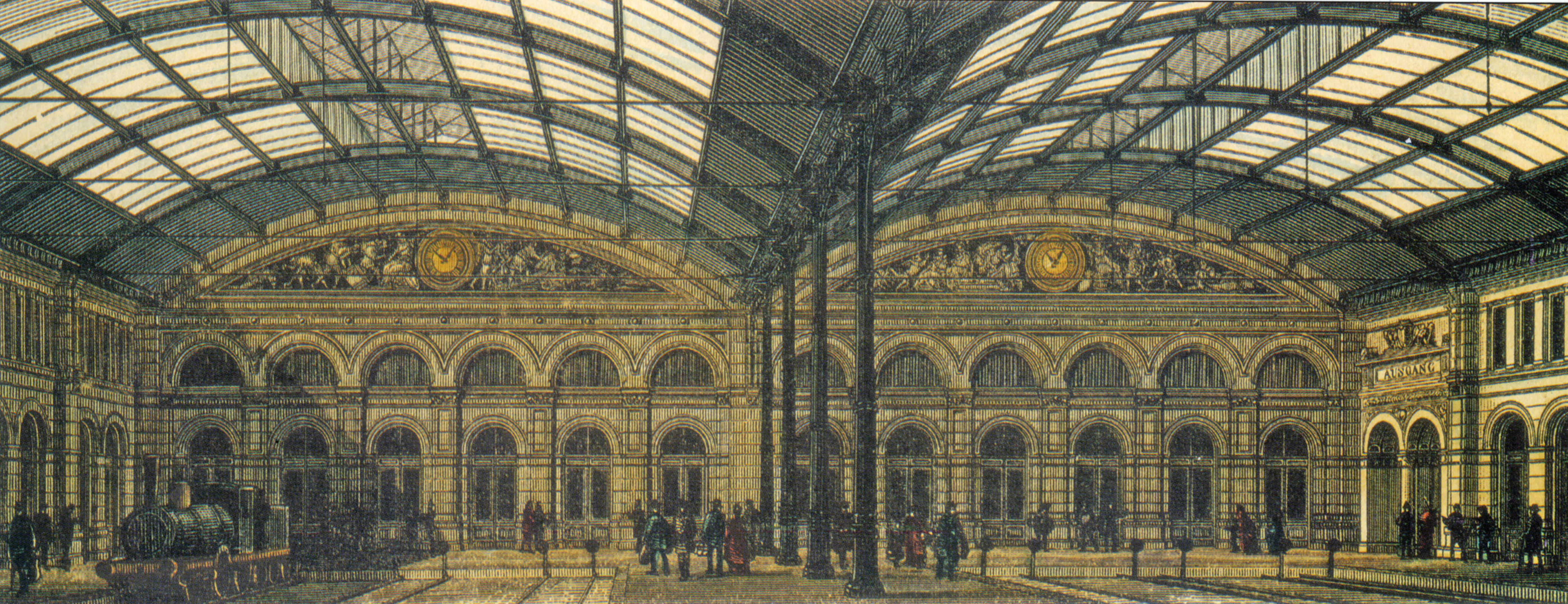
Bahnhofshalle von 1878

Bis zum Neubau an der heutigen Stelle lag der Bahnhof von Metz etwa 300 Meter weiter westlich. Dort wurde 1850 zunächst ein provisorisches Empfangsgebäude und dann 1853 ein Empfangsgebäude in Fachwerkbauweise erbaut. Nachdem dieses am 28. Juli 1872 einem Brand zum Opfer gefallen war, entstand bis 1878 ein neues, von Johann Eduard Jacobsthal entworfenes Gebäude. Dieser Bau ist an der Place du roi Georges erhalten und beherbergte bis 2014 die Regionaldirektion der SNCF. Heute residiert dort das Institut National de la Statistique et des Etudes Economiques INSEE. Es handelte sich um einen Kopfbahnhof, in dem sich zwei spektakuläre Prellbocküberfahrten ereigneten: Am 9. Januar 1901 überfuhr ein aus Koblenz kommender Zug den Prellbock und kam erst zum Stehen, als er sieben Meter weit in den Wartesaal 3. Klasse hineingerutscht war. Am 13. August 1905 wiederholte sich das Schauspiel: Diesmal war es der Schnellzug Basel–Ostende, dessen Fahrt – standesgemäß – im Buffet der 1. und 2. Klasse endete. In beiden Fällen gab es nur wenige leicht Verletzte.

### Zweiter Bahnhof
Von 1905 bis 1908 wurde die heute noch bestehende Anlage gebaut. Sie hat ein repräsentatives, vom Berliner Architekten Jürgen Kröger im neoromanischen – typisch wilhelminischen – Stil entworfenes Empfangsgebäude mit 300 Meter langen Bahnsteigüberdachungen. Mit Inbetriebnahme dieses neuen Durchgangsbahnhofs 1908 wurde im Raum Metz auch das Eisenbahnnetz umstrukturiert. Es entstanden mehrere neue Strecken, darunter mit einem neuen Anschluss in Richtung Luxemburg und der vollständig neu erbauten Linie nach Anzeling zwei, die den neuen Metzer Bahnhof von Norden erreichten.
Die Entscheidung der Militärbehörden, im Reichsland Elsaß-Lothringen knapp dreißig Jahre nach Errichtung des ersten Bahnhofs einen neuen Bahnhof anzulegen, war rein militärstrategisch begründet, also ohne Rücksicht auf eine wirtschaftliche oder zivile verkehrliche Bedeutung in Friedenszeiten. Der neue Bahnhof erlaubte einen durchgehenden Bahnverkehr in Nord-Süd-Richtung entlang der französischen Grenze, die sowohl von Norden von der Kanonenbahn (Berlin–Wetzlar–Trier–Thionville (Diedenhofen)) als auch von Süden aus Richtung Saarbrücken bedient werden konnte. In Ost-West-Richtung hingegen müssen alle Züge, sofern sie am Metzer Bahnhof halten und nicht an der Stadt vorbeigeleitet werden, die Fahrtrichtung wechseln.
Der Bahnhof von Metz wurde am 15. Januar 1975 unter Denkmalschutz gestellt und als Monument historique klassifiziert. Im Jahr 2007 beantragte die Stadt Metz bei der UNESCO die Aufnahme des Bahnhofsviertels als Gesamtensemble in die Liste des UNESCO-Welterbes.

## Architektur

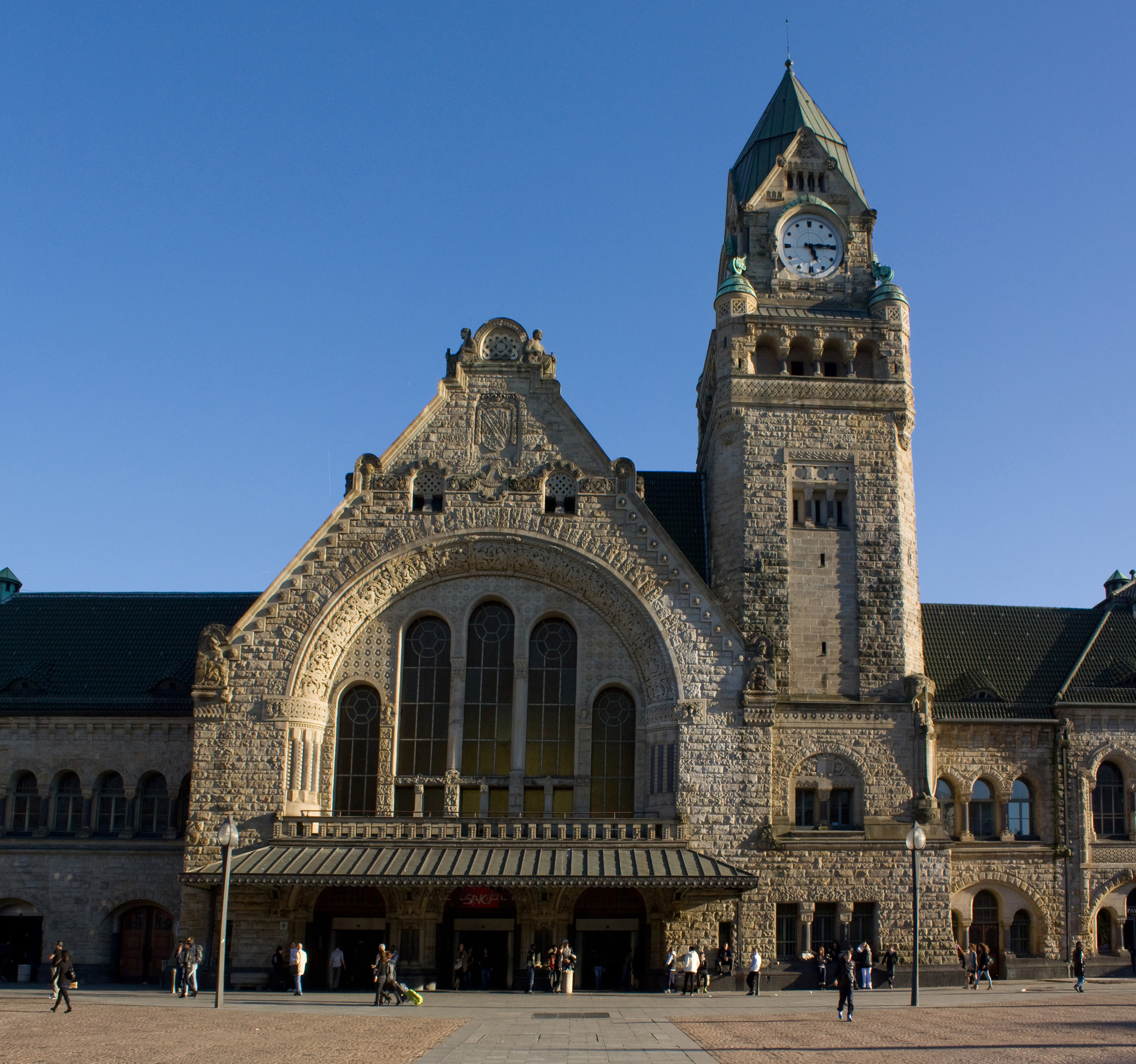
Uhrturm

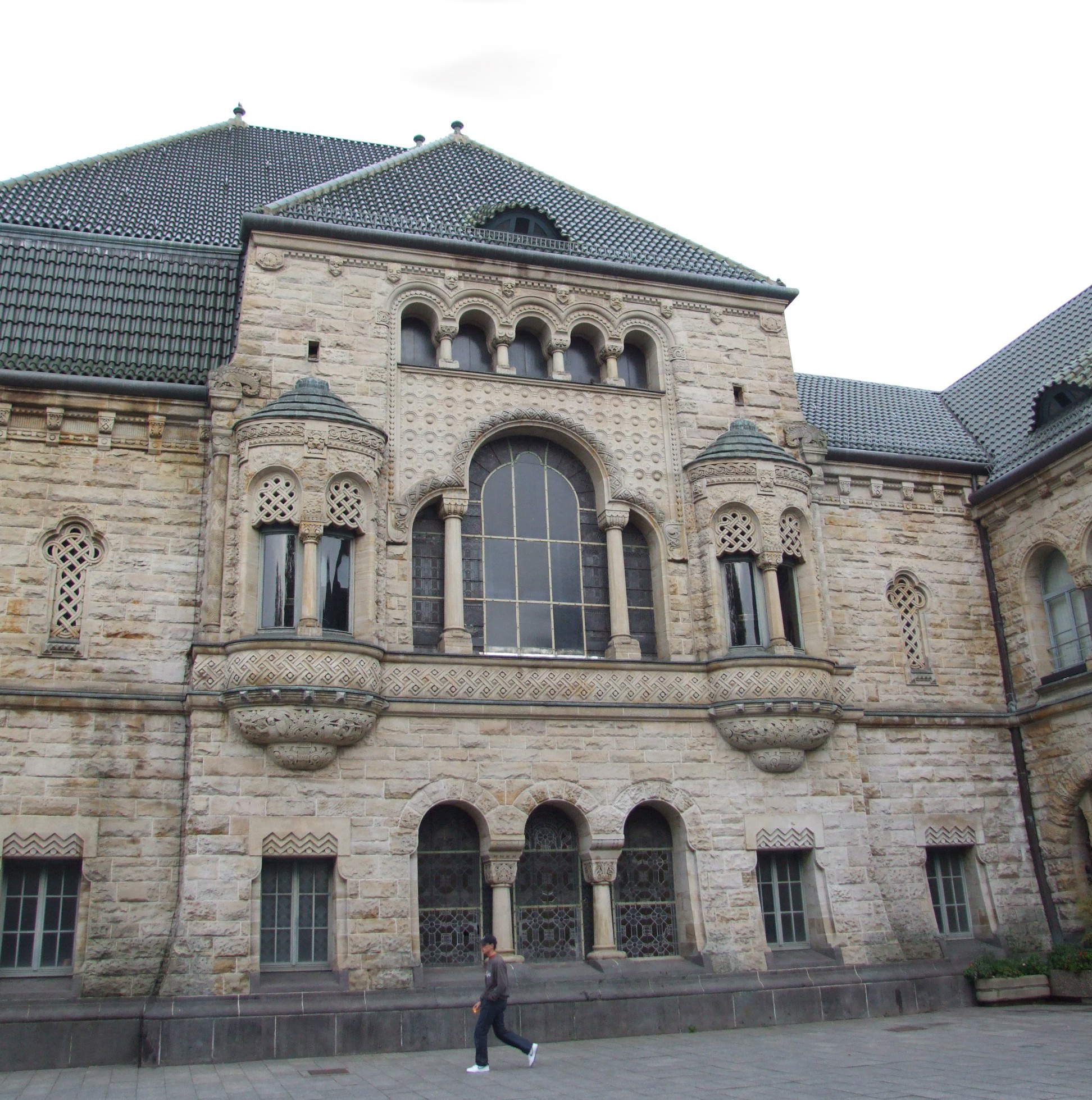
Kaiserpavillon

Die Hochbauten sind aus graugelbem Vogesensandstein gebaut und vor allem durch den Charakter ihrer Skulpturen geprägt. Bereits die Wahl dieses Vogesensandsteins sollte einen Bruch mit dem Pierre de Jaumont (oolithischer Kalkstein) des alten Metz symbolisieren. Der nur mit reichsdeutscher, also ohne französische Beteiligung durchgeführte Architekturwettbewerb wurde vom Berliner Architekten Jürgen Kröger gewonnen. Bei der Planung assistierten ihm Peter Jürgensen und Jürgen Bachmann. Daneben nahm aber auch Kaiser Wilhelm II. bis in Details Einfluss, insbesondere auf das Aussehen des Turms. Die Dimensionen des Bahnhofs mit seiner 300 m langen Halle sind gewaltig und auf seine militärische Funktion zugeschnitten. Die Festung Metz war wichtigster Truppenumschlagplatz für die Westfront. Der Schlieffen-Plan sah vor, die Truppen mit Hilfe strategischer Eisenbahnstrecken an die Westfront zu schaffen, Frankreich in einem schnellen Feldzug niederzuwerfen, anschließend die gleichen Truppen mit der Eisenbahn in Richtung Osten zu schaffen, um mit Russland Krieg zu führen. Der Bahnhof ermöglichte dem Kaiser den Transport einer kompletten Armee in 24 Stunden.
Im Mitteltrakt ließ Wilhelm sich einen eigenen Kaiserpavillon einrichten, dessen Farbverglasungen auf mittelalterliche Motive zurückgreifen. In den Sujets vermischen sich deutscher Herrschaftsanspruch und Jugendstil, beispielsweise in der Darstellung Karls des Großen auf einem Bleiglas-Mosaikfenster. Die Kapitelle bilden die technischen Fortschritte der damaligen Zeit ab: Automobil, Zeppelin, die sozialen Errungenschaften, wie Eisenbahner im Ruhestand, Arbeitsmedizin oder auch die Ausdehnung der Kolonialgebiete Deutschlands mit Hilfe von Kamelen. Bereits durch das gesamte Gebäude wird der Spannungsbogen des mittelalterlichen Europas zwischen Staat und Kirche aufgegriffen, symbolisiert durch das Motiv des Uhr-(Glocken-)turms (Abfahrtsbereich) und einer Kaiserpfalz (Ankunftsbereich).
Die Zweckbestimmung sorgte für architektonische Besonderheiten der Anlage. Die Bahnsteige waren sehr breit und sehr lang. Dies ermöglichte im Falle eines Krieges das schnelle Be- und Entladen von Pferden. Für jeden Bahnsteig existierte ein Bereich für die Reisenden zu Fuß und einer für die Reisenden zu Pferd zuzüglich einer kleinen Rampe auf der anderen Seite.
Der Turm auf der linken Seite des Bahnhofs ist der ehemalige Wasserturm zur Versorgung der Dampflokomotiven. Er wird derzeit einer neuen Nutzung zugeführt. Die ersten Glasfenster wurden in den 1970er Jahren entfernt, als ein Parkplatz auf Höhe der Bahnsteige errichtet wurde.
Der Bau wurde auf mehr als 3000 Pfählen aus Stahlbeton gegründet, die bis zu 17 Meter Tiefe erreichen.

## Lage
Der Bahnhof liegt im durch ihn dominierten Quartier de la Gare an einer strategischen Scharnierposition außerhalb der damaligen Stadtgrenzen. Das ganze Viertel ist durch wilhelminische Architektur geprägt, die eine neue Dynamik für die Stadt symbolisieren sollte. Die Öffnung der mittelalterlichen Mauern der Stadt Metz bot große Möglichkeiten für deren Entwicklung. Die Bürgerschaft wünschte sich seit langem ein Viertel von Luxusvillen mit Komfort und großen Grundstücken als Schaufenster ihres Erfolges. Auch die übrigen Wohnungen und Geschäfte des Viertels sollten ihrem Lebensstil entsprechen. Nach dem Zweiten Weltkrieg wurde die Gegend lange aus politischen Gründen gemieden. Die Qualität des Städtebaus und der Architektur wird jedoch heute vorurteilsfrei neu entdeckt.

## Verkehrliche Bedeutung

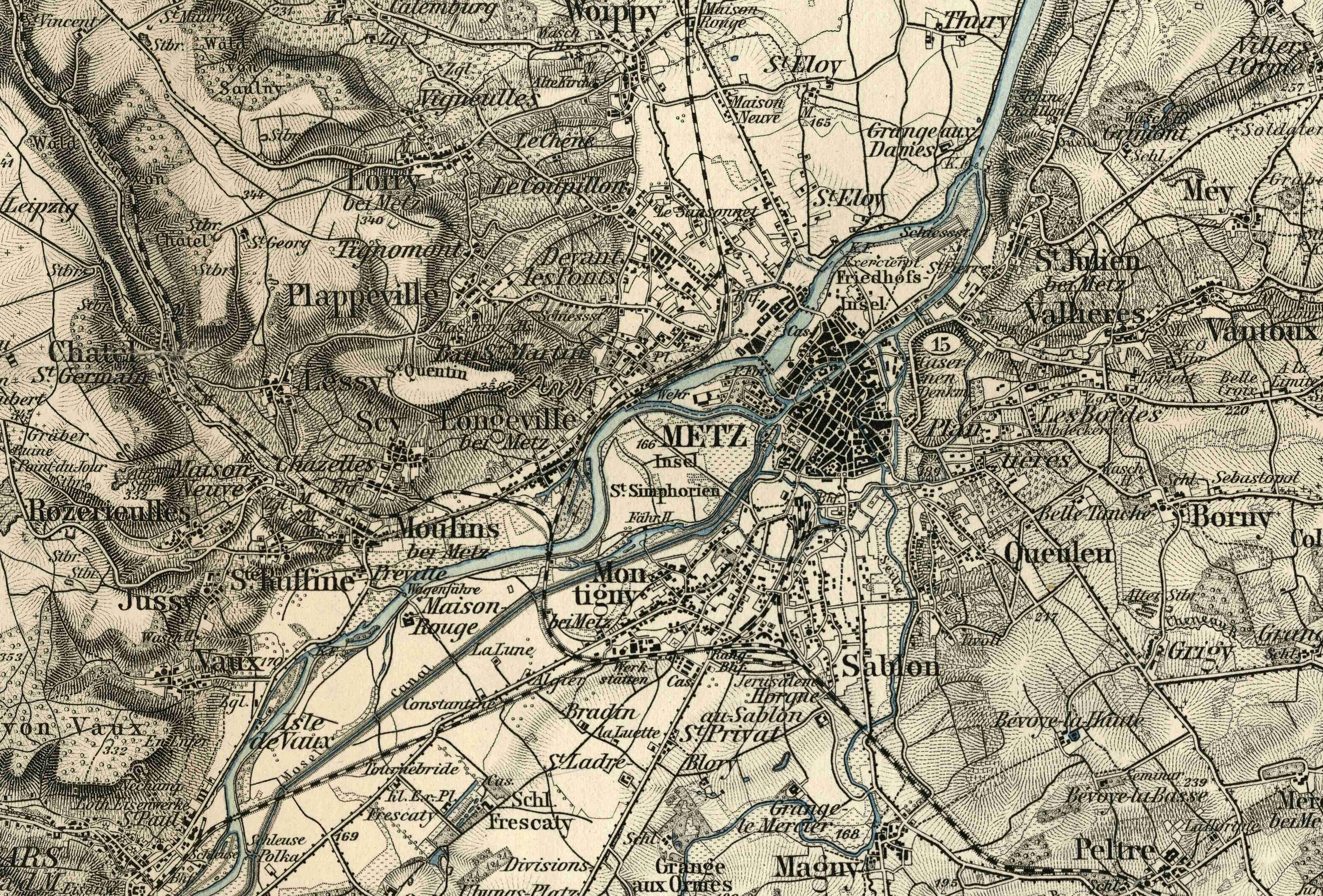
Eisenbahnstrecken um Metz vor Errichtung des Bahnhofs, KDR 100 von 1893

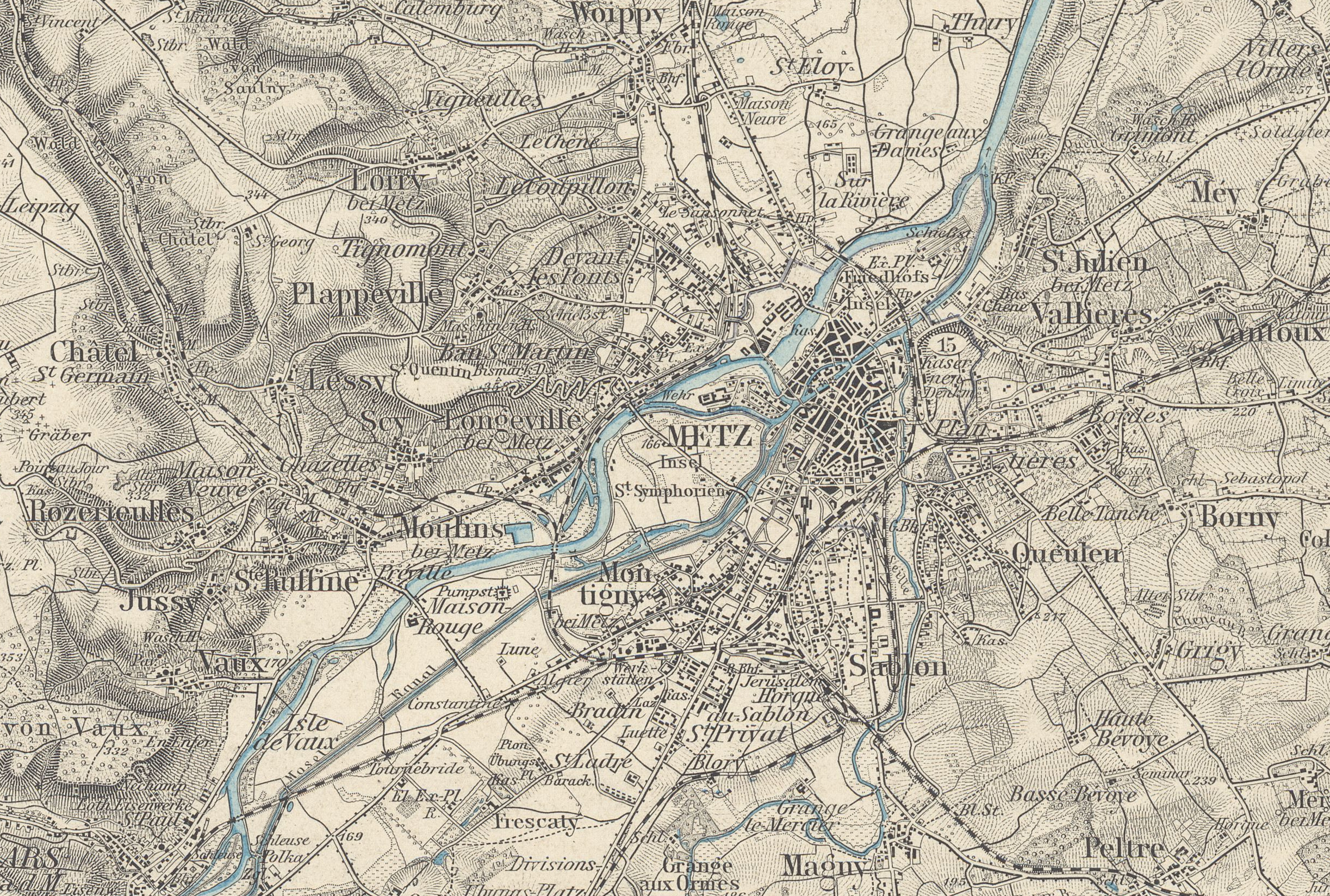
Eisenbahnstrecken um Metz nach Errichtung des Bahnhofs, KDR 100 von 1908

Mit Integration von Elsaß-Lothringen in das Reich wurden die Reichseisenbahnen in Elsaß-Lothringen gegründet, die das dazugehörige Netz betrieben. Heute wird der Bahnhof von Zügen des Regional-Express-Netzes TER Grand Est (vor der Gebietsreform: TER Lorraine) sowie von TGV-Zügen angefahren. Der Bahnhof verfügt darüber hinaus über eine Verladestelle für Autoreisezüge.

## Der Bahnhof in Literatur und Film
Im Roman Die Katrin wird Soldat von Adrienne Thomas spielt der Bahnhof Metz eine zentrale Rolle. Die Hauptdarstellerin Katrin meldet sich bei Beginn des Ersten Weltkrieges freiwillig als Helferin beim Deutschen Roten Kreuz. Dies setzt die Siebzehnjährige auf dem Metzer Bahnhof ein, der von nun an ihr Lebensmittelpunkt sein wird. Sie begegnet den jubelnd ausziehenden und später schwer verletzt wiederkommenden Soldaten, französischen Gefangenen, dem Grafen Zeppelin, diversen Hoheiten und dem Kronprinzen am Kaiserpavillon, während die Front nach Metz greift.
Im Kinofilm Der Zug spielen die ausgedehnten Bahnanlagen des Eisenbahnknotens Metz eine kurze, aber entscheidende Schlüsselrolle: In einer fast fünfminütigen Sequenz wird der Zug von der Résistance durch mehrere Weichenstellungen von der Linie nach Rémilly auf jene nach Pont-à-Mousson umgeleitet.

## Trivia
Eine Redensart für umtriebige Geschäftigkeit ist der gängige Ausdruck „Da geht es ja zu wie auf dem Metzer Bahnhof!“
Der Bahnhof wurde nach 2017, 2018 und 2020 auch im Jahr 2024 beim Wettbewerb „Plus belles histoires de gares“ zum schönsten Bahnhof Frankreichs gewählt.